# Adam Balcer
Adam Andrzej Balcer (ur. 24 listopada 1976) – polski politolog, antropolog kultury i publicysta specjalizujący się w tematyce euroazjatyckiej.

## Życiorys
Ukończył studia w Studium Europy Wschodniej i w Instytucie Etnologii i Antropologii Kulturowej Uniwersytetu Warszawskiego. Jest politologiem i antropologiem kultury. Specjalizuje się w problematyce polskiej polityki zagranicznej, Europy Środkowej-Wschodniej, Bałkanów, rejonu Morza Czarnego i Azji Centralnej, a także w historycznych i kulturowych związkach Polski ze światem islamu.
W latach 2001–2009 pracował w Ośrodku Studiów Wschodnich, od 2005 był kierownikiem projektu tureckiego.
W 2005 – za artykuły Nie tacy Turcy straszni („Gazeta Wyborcza” 2005) oraz Czy Turcja jest krajem europejskim („Więź” 2004) – uzyskał nominację do trzeciej edycji nagrody im. Beaty Pawlak.
W latach 2009–2013 był dyrektorem programu „Sąsiedztwo i Rozszerzenie” w fundacji DemosEuropa – Centrum Strategii Europejskiej. W latach 2010–2011 był doradcą ds. Partnerstwa Wschodniego europosła Marka Siwca. W latach 2010–2012 należał do zespołu doradców sejmowej Komisji Spraw Zagranicznych oraz zespołu doradców Prezydenta RP ds. Strategicznego Przeglądu Bezpieczeństwa. W latach 2013–2015 doradca ds. polityki zagranicznej w Kancelarii Prezydenta RP. W 2015 był dyrektorem corocznej konferencji „Polska polityka wschodnia”.
Jest wykładowcą w Studium Europy Wschodniej Uniwersytetu Warszawskiego, pracował jako wykładowca w Akademii Dyplomatycznej oraz Polski Instytut Dyplomacji. Był kierownikiem projektu w think-tanku WiseEuropa. Od 2020 jest dyrektorem programowym Kolegium Europy Wschodniej. Jest współpracownikiem Centrum Analiz Klubu Jagiellońskiego,  ekspertem krajowym Europejskiej Rady Spraw Zagranicznych.
Stale współpracuje z czasopismami: „Aspen Review Central Europe”, „New Eastern Europe” i „Herito”. Jest autorem licznych artykułów, raportów, publikacji prasowych i internetowych oraz książek. Wielokrotnie występował w mediach jako ekspert m.in. w radiu „Tok FM”, „Gazecie Wyborczej” czy portalu Klubu Jagiellońskiego. Publikował także w Piśmie, „Więzi” i „Liberté!”.
Początkowo sam, a następnie wspólnie z Pawłem Sulikiem, prowadził na antenie „Tok FM” podcasty: Lechistan – orientalna historia Polski (2018–2021). Od 2021 obaj prowadzą podcasty Babel czyli Rzeczpospolita Multi-Kulti oraz Babel Travel. Od 2021 był też współprowadzącym lub ekspertem w podcastach Nowej Europy Wschodniej.

## Publikacje książkowe
- Turcja po rozpoczęciu negocjacji z Unią Europejską – relacje zagraniczne i sytuacja wewnętrzna Część I, wspólnie z Rafałem Sadowskim i Wojciechem Paczyńskim; koordynacja projektu, Ośrodek Studiów Wschodnich, Warszawa 2006[14]
- Turcja po rozpoczęciu negocjacji z Unią Europejską – relacje zagraniczne i sytuacja wewnętrzna Część II, wspólnie z innymi autorami; koordynacja projektu, Ośrodek Studiów Wschodnich, Warszawa 2008[15]
- The Eastern Partnership in the Black Sea Region: towards a New Synergy, wspólnie z innymi autorami; redakcja, DemosEuropa, Warszawa 2011[16]
- Polska na globalnej szachownicy[5], wspólnie z Kazimierzem Wóycickim, Poltext, Warszawa 2014[17]
- Orzeł i półksiężyc. 600 lat polskiej publicystyki poświęconej Turcji[5], wspólnie z Dariuszem Kołodziejczykiem i Natalią Królikowską, Ministerstwo Spraw Zagranicznych, Warszawa 2014[17]
- Na Wschodzie bez zmian? Polska polityka wschodnia stan obecny i perspektywy, KEW, Wrocław 2015[17]
- Turcja, Wielki Step i Europa Środkowa, Międzynarodowe Centrum Kultury, Kraków 2018[1]
- Rozszerzona w różnorodności : proces rozszerzenia Unii Europejskiej i jego perspektywy, Polska Fundacja im. Roberta Schumana, Warszawa 2019[18]
- Kierunek Bałkany! Znaczenie i potencjał współpracy Polski z państwami Bałkanów Zachodnich, Klub Jagielloński, Kraków 2019[19]
- Przez Bałkany do Brukseli? Przyszłość Partnerstwa Wschodniego, Klub Jagielloński, Kraków 2020[20]